# جول دومون دو أورفيل
جول دومون دو أورفيل (1790-1842) (بالإنجليزية: Jules Dumont d'Urville)‏ هو عالم نبات ومستكشف فرنسي.

## روابط خارجية
- جول دومون دو أورفيل على موقع الموسوعة البريطانية (الإنجليزية)